# Virginia Slims of Newport 1987
Virginia Slims of Newport 1987 — жіночий тенісний турнір, що проходив на відкритих трав'яних кортах Newport Casino в Ньюпорті (США). Належав до Світової чемпіонської серії Вірджинії Слімс 1987. Це був дев'ятий турнір Virginia Slims of Newport. Тривав з 13 липня до 19 липня 1987 року. Перша сіяна Пем Шрайвер виграла свій другий підряд титул на цьому турнірі й отримала за це 30 тис. доларів США.

## Фінальна частина

### Одиночний розряд
Пем Шрайвер —  Венді Вайт 	6–2, 6–4
- Для Шрайвер це був 2-й титул в одиночному розряді за рік і 15-й — за кар'єру.

### Парний розряд
Джиджі Фернандес /  Лорі Макніл —  Енн Гоббс /  Кеті Джордан 7–6(7–5), 7–5